# Église Notre-Dame-de-l'Assomption des Buttes-Chaumont
Pour les articles homonymes, voir Notre-Dame-de-l'Assomption et Buttes Chaumont.
L'église Notre-Dame-de-l'Assomption des Buttes-Chaumont est une église située rue de Meaux dans le 19e arrondissement de Paris, à proximité des Buttes-Chaumont. Elle dispose d'environ 600 places.